# Serbische Fußballnationalmannschaft (U-17-Junioren)
Die serbische U-17-Fußballnationalmannschaft ist eine Auswahlmannschaft serbischer Fußballspieler. Sie unterliegt dem Fudbalski savez Srbije und repräsentiert ihn international auf U-17-Ebene, etwa in Freundschaftsspielen gegen die Auswahlmannschaften anderer nationaler Verbände, bei U-17-Europameisterschaften und U-17-Weltmeisterschaften.
Die Mannschaft qualifizierte sich 2008, 2011, 2016, 2017 und 2018 für die EM-Endrunde, schied jedoch jeweils in der Vorrunde aus.
Für eine Weltmeisterschaft konnte sie sich bislang nicht qualifizieren.
Von 1993 bis 2006 spielten serbische Fußballspieler in der serbisch-montenegrinischen U-17-Nationalmannschaft. Vor 1993 spielten sie in der jugoslawischen U-17-Nationalmannschaft.

## Teilnahme an U-17-Weltmeisterschaften
| 2007 | nicht qualifiziert |
| 2009 | nicht qualifiziert |
| 2011 | nicht qualifiziert |
| 2013 | nicht qualifiziert |
| 2015 | nicht qualifiziert |
| 2017 | nicht qualifiziert |
| 2019 | nicht qualifiziert |
| 2023 | nicht qualifiziert |

## Teilnahme an U-17-Europameisterschaften
(Bis 2001 U-16-Europameisterschaft)
| 2007 | nicht qualifiziert |
| 2008 | Vorrunde           |
| 2009 | nicht qualifiziert |
| 2010 | nicht qualifiziert |
| 2011 | Vorrunde           |
| 2012 | nicht qualifiziert |
| 2013 | nicht qualifiziert |
| 2014 | nicht qualifiziert |
| 2015 | nicht qualifiziert |
| 2016 | Vorrunde           |
| 2017 | Vorrunde           |
| 2018 | Vorrunde           |
| 2019 | nicht qualifiziert |
| 2022 | Halbfinale         |
| 2023 | Viertelfinale      |
| 2022 | Halbfinale         |